# 増渕祐香
増渕 祐香（ますぶち ゆうか、2001年12月21日 - ）は、日本の陸上競技選手。専門は中距離走、長距離走。

## 経歴
東京都出身。目黒区立第十中学校、私立錦城学園高等学校で中・長距離に取り組む。高校卒業後、名城大学法学部法学科に進学し、女子駅伝部に所属。
目黒第十中学時代から全国大会に出場するほど活躍したが、高校時代にはさらに記録を伸ばして全国レベルで活躍するようになる。2017年、錦城学園高校に入学。同級生に保坂晴子らがいた。2018年の高2時・2019年の高3時に全国高校女子駅伝に出場し、2年連続で「花の1区(6㎞)」を担当してともに区間19位となった。また、3年次のインターハイ1500mでは8位入賞を果たした。
2020年に名城大学に進学後、自己記録をさらに大幅に短縮（5000m15分42秒）した。選手層がとても厚い名城大でも1年次から大学女子の2大駅伝（杜の都駅伝4区、富士山女子駅伝6区）に出場し、いずれも区間賞を獲得し優勝に貢献した。特に富士山女子駅伝では6区6kmの区間記録を更新した。大東文化大のエース格で2020東京五輪出場を狙い、増渕同様に区間新記録をマークした関谷夏希（大東大大学院1年）を4秒上回り従来記録を7秒上回る19:31で走ったことで大いに注目された。
なお、駅伝のインタビューで錦城学園高校の同級生でライバルでもある保坂晴子（日体大）を意識した発言もでた。保坂も増渕と同じく杜の都駅伝（2区）と富士山女子駅伝（3区）とで区間賞をとっていた。

## 主な記録
| 年     | 大会                         | 種目           | 順位          | 備考         |
| ------ | ---------------------------- | -------------- | ------------- | ------------ |
| 2018年 | 全国女子駅伝                 | 4区            | 20位          | 東京都14位   |
|        | 全国高校駅伝女子             | 1区            | 区間19位      | 錦城学園19位 |
| 2019年 | クロスカントリー日本選手権   | U20 6km        | 17位          |              |
|        | 沖縄インターハイ             | 1500m          | 8位           |              |
|        | 全国高校駅伝女子             | 1区            | 区間19位      | 錦城学園15位 |
| 2020年 | 全国女子駅伝                 | 4区            | 区間5位       | 東京都3位    |
|        | クロスカントリー日本選手権   | U20 6km        | 2位           |              |
|        | 全日本大学女子(杜の都)駅伝   | 4区            | 区間賞        | 名城大学優勝 |
|        | 大学女子選抜(富士山女子)駅伝 | 6区            | 区間賞/区間新 | 名城大学優勝 |
| 2021年 | 学生女子ハーフマラソン       | ハーフマラソン | 9位           |              |
|        | 日本学生個人                 | 5000m          | 8位           |              |
|        | 日本インカレ                 | 10000m         | 6位           |              |
|        | 全日本大学女子(杜の都)駅伝   | 6区            | 区間賞/区間新 | 名城大学優勝 |
|        | 大学女子選抜(富士山女子)駅伝 | 6区            | 区間2位       | 名城大学優勝 |